# 2021. évi férfi, női felnőtt súlyemelő országos bajnokság
A 2021. évi magyar súlyemelő bajnokság 2021. november 6-7-én került megrendezésre Tatán, a Tatai Olimpiai Központban. A versenyen 25 egyesület 86 versenyzője képviseltette magát, 10 férfi és 9 női súlykategóriában.

## Versenyprogram
| November 6.   | November 6.        | November 6.     | November 6. |
| Súlycsoportok | Súlycsoportok      | Verseny kezdete | Résztvevők  |
| ------------- | ------------------ | --------------- | ----------- |
| Női           | 49, 55, 59 kg      | 10:00           | 13 fő       |
| Férfi         | 55, 61, 67, 73 kg  | 12:30           | 14 fő       |
| Női           | 64, 71 kg          | 15:00           | 14 fő       |
| Férfi         | 81, 89 kg          | 17:30           | 16 fő       |
| November 7.   |                    |                 |             |
| Férfi         | 96 kg              | 10:00           | 7 fő        |
| Női           | 76, 81, 87, 87+ kg | 12:30           | 9 fő        |
| Férfi         | 102, 109, 109+ kg  | 14:30           | 13 fő       |

### Közvetítés
A versenyt a Magyar Súlyemelő Szövetség hivatalos YouTube csatornáján élőben közvetítette.

## Résztvevők
- Baranyai SE Tata (5)
- Békéscsabai SSZSE (2)
- Békési TE (2)
- BKV Előre SC (9)
- Fehérvár RC (1)
- Firmitas SC (3)
- FISZEJ SE (2)
- Haladás VSE (8)
- Iregszemcsei SSZSE (1)
- Kazincbarcikai VSE (4)
- Kecskeméti TE (10)
- Kisújszállási SSZSE (1)
- Körmend Impulzus SE (2)
- MAFC (9)
- Nyíregyházi VSC (2)
- Oroszlány VSEE (2)
- Oroszlányiak VSK (3)
- Pécsi SE (2)
- Soroksári SSZSE (2)
- Szegedi Lelkesedés SK (3)
- Szolnoki MÁV SE (1)
- Tatabányai SC (3)
- Téglás VSE (1)
- Testvériség-Újpalota SE (4)
- Zalaegerszegi TE SK (4)

## Összesített éremtáblázat
| Helyezés | Egyesület               | Arany | Ezüst | Bronz | Összesen |
| -------- | ----------------------- | ----- | ----- | ----- | -------- |
| 1        | Kecskeméti TE           | 3     | 3     | 3     | 9        |
| 2        | BKV Előre SC            | 3     | 2     | 1     | 6        |
| 3        | Haladás VSE             | 2     | 1     | 1     | 4        |
| 4        | Zalaegerszegi TE SK     | 1     | 2     | 1     | 4        |
| 5        | Kazincbarcikai VSE      | 1     | 1     | 1     | 3        |
| 5        | Testvériség-Újpalota SE | 1     | 1     | 1     | 3        |
| 7        | Firmitas SC             | 1     | 1     | 0     | 2        |
| 8        | Békési TE               | 1     | 0     | 0     | 1        |
| 8        | Iregszemcsei SSZSE      | 1     | 0     | 0     | 1        |
| 8        | Oroszlány VSEE          | 1     | 0     | 0     | 1        |
| 8        | Pécsi SE                | 1     | 0     | 0     | 1        |
| 8        | Szegedi Lelkesedés SK   | 1     | 0     | 0     | 1        |
| 8        | Szolnoki MÁV SE         | 1     | 0     | 0     | 1        |
| 8        | Tatabányai SC           | 1     | 0     | 0     | 1        |
| 15       | MAFC                    | 0     | 2     | 2     | 4        |
| 16       | Baranyai SE Tata        | 0     | 1     | 2     | 3        |
| 17       | Békéscsabai SSZSE       | 0     | 1     | 0     | 1        |
| 17       | FIZSEJ SE               | 0     | 1     | 0     | 1        |
| 17       | Kisújszállási SSZSE     | 0     | 1     | 0     | 1        |
| 17       | Nyíregyházi VSC         | 0     | 1     | 0     | 1        |
| 21       | Oroszlányiak VSK        | 0     | 0     | 2     | 2        |
| 22       | Soroksári SSZSE         | 0     | 0     | 1     | 1        |

## Férfi versenyek

### 55 kg
| Helyezés | Név                                            | Szakítás (kg) | Szakítás (kg) | Szakítás (kg) | Lökés (kg) | Lökés (kg) | Lökés (kg) | Összetett (kg) |
| Helyezés | Név                                            | 1             | 2             | 3             | 1          | 2          | 3          | Összetett (kg) |
| -------- | ---------------------------------------------- | ------------- | ------------- | ------------- | ---------- | ---------- | ---------- | -------------- |
| 1        | Farkas János Richárd (Iregszemcsei SSZSE)      | 66            | 68            | 70            | 80         | 85         | —          | 153            |
| 2        | Polgár Zoltán Miklós (Testvériség-Újpalota SE) | 66            | 68            | 70            | 80         | 85         | 85         | 150            |

### 61 kg
| Helyezés | Név                               | Szakítás (kg) | Szakítás (kg) | Szakítás (kg) | Lökés (kg) | Lökés (kg) | Lökés (kg) | Összetett (kg) |
| Helyezés | Név                               | 1             | 2             | 3             | 1          | 2          | 3          | Összetett (kg) |
| -------- | --------------------------------- | ------------- | ------------- | ------------- | ---------- | ---------- | ---------- | -------------- |
| 1        | Rácz Dániel (Zalaegerszegi TE SK) | 82            | 85            | 90            | 95         | 102        | 102        | 192            |
| 2        | Papp Péter (Zalaegerszegi TE SK)  | 73            | 78            | 82            | 85         | 90         | 95         | 172            |
| —        | Huber Bence (Oroszlányiak VSK)    | 83            | 83            | 83            | —          | —          | —          | —              |

### 67 kg
| Helyezés | Név                                    | Szakítás (kg) | Szakítás (kg) | Szakítás (kg) | Lökés (kg) | Lökés (kg) | Lökés (kg) | Összetett (kg) |
| Helyezés | Név                                    | 1             | 2             | 3             | 1          | 2          | 3          | Összetett (kg) |
| -------- | -------------------------------------- | ------------- | ------------- | ------------- | ---------- | ---------- | ---------- | -------------- |
| 1        | Újvári Lajos (Testvériség-Újpalota SE) | 105           | 113           | —             | 131        | 137        | —          | 250            |
| 2        | Farkas Zoltán (Nyíregyházi VSC)        | 85            | 90            | —             | 105        | 115        | 118        | 205            |
| 3        | Rácz Gergő (Zalaegerszegi TE SK)       | 80            | 80            | 85            | 110        | 115        | 121        | 200            |

### 73 kg
| Helyezés | Név                                        | Szakítás (kg) | Szakítás (kg) | Szakítás (kg) | Lökés (kg) | Lökés (kg) | Lökés (kg) | Összetett (kg) |
| Helyezés | Név                                        | 1             | 2             | 3             | 1          | 2          | 3          | Összetett (kg) |
| -------- | ------------------------------------------ | ------------- | ------------- | ------------- | ---------- | ---------- | ---------- | -------------- |
| 1        | Bojti Vilmos Marcell (Kazincbarcikai VSE)  | 105           | 110           | 115           | 135        | 140        | 145        | 260            |
| 2        | Varga Martin Csongor (Zalaegerszegi TE SK) | 94            | 98            | 100           | 120        | 125        | 128        | 226            |
| 3        | Kajáry Tibor (Baranyai SE Tata)            | 97            | 102           | 102           | 115        | 120        | 123        | 225            |
| 4        | Molnár Ferenc (Testvériség-Újpalota SE)    | 87            | 87            | 90            | 125        | 130        | 130        | 212            |
| 5        | Bodrogi Ádám (MAFC)                        | 85            | 90            | 95            | 110        | 115        | 115        | 200            |
| —        | Kusai Kristóf Erik (Kazincbarcikai VSE)    | 100           | —             | —             | 126        | 126        | 126        | —              |

### 81 kg
| Helyezés | Név                               | Szakítás (kg) | Szakítás (kg) | Szakítás (kg) | Lökés (kg) | Lökés (kg) | Lökés (kg) | Összetett (kg) |
| Helyezés | Név                               | 1             | 2             | 3             | 1          | 2          | 3          | Összetett (kg) |
| -------- | --------------------------------- | ------------- | ------------- | ------------- | ---------- | ---------- | ---------- | -------------- |
| 1        | Fekécs Szilárd (Békési TE)        | 130           | 134           | 136           | 158        | 162        | 166        | 296            |
| 2        | Nagy Noel (Kecskeméti TE)         | 125           | 125           | 132           | 147        | 172        | —          | 272            |
| 3        | Nida Zalán Őrs (Baranyai SE Tata) | 113           | 117           | 122           | 140        | 145        | 148        | 262            |
| 4        | Zelenyiánszki Péter (Firmitas SC) | 105           | 110           | 113           | 136        | —          | —          | 246            |
| 5        | Nagy Zsolt (Békési TE)            | 105           | 110           | 110           | 125        | 130        | 130        | 235            |
| 6        | Törő András (Téglás VSE)          | 100           | 105           | 108           | 125        | 130        | 133        | 235            |
| 7        | Megyeri Dávid (Kecskeméti TE)     | 105           | 110           | 110           | 125        | 129        | 134        | 234            |

### 89 kg
| Helyezés | Név                               | Szakítás (kg) | Szakítás (kg) | Szakítás (kg) | Lökés (kg) | Lökés (kg) | Lökés (kg) | Összetett (kg) |
| Helyezés | Név                               | 1             | 2             | 3             | 1          | 2          | 3          | Összetett (kg) |
| -------- | --------------------------------- | ------------- | ------------- | ------------- | ---------- | ---------- | ---------- | -------------- |
| 1        | Kmegy Máté (Kecskeméti TE)        | 140           | 145           | 148           | 171        | 181        | 181        | 316            |
| 2        | Nagy Dániel (Kecskeméti TE)       | 120           | 125           | 125           | 148        | 148        | 155        | 268            |
| 3        | Kocsis Bálint (Kecskeméti TE)     | 100           | 100           | 105           | 145        | 152        | 152        | 252            |
| 4        | Orosz Péter (MAFC)                | 105           | 109           | 109           | 135        | 140        | 146        | 251            |
| 5        | Vida-Szűcs József (MAFC)          | 105           | 109           | 112           | 130        | 135        | 138        | 250            |
| 6        | Marton Endre (BKV Előre SC)       | 104           | 108           | 109           | 125        | 130        | 130        | 234            |
| 7        | Trasszer Dávid (Pécsi SE)         | 95            | 99            | 104           | 123        | 130        | 132        | 231            |
| 8        | Pólya Márton András (Haladás VSE) | 91            | 91            | 95            | 117        | 120        | 123        | 211            |
| 9        | Rosanics Péter (Haladás VSE)      | 90            | 95            | 95            | 120        | 128        | —          | 210            |

### 96 kg
| Helyezés | Név                                   | Szakítás (kg) | Szakítás (kg) | Szakítás (kg) | Lökés (kg) | Lökés (kg) | Lökés (kg) | Összetett (kg) |
| Helyezés | Név                                   | 1             | 2             | 3             | 1          | 2          | 3          | Összetett (kg) |
| -------- | ------------------------------------- | ------------- | ------------- | ------------- | ---------- | ---------- | ---------- | -------------- |
| 1        | Oláh László (Szolnoki MÁV SE)         | 120           | 125           | 127           | 150        | 153        | —          | 280            |
| 2        | Pece Mihály (BKV Előre SC)            | 120           | 125           | 126           | 142        | 147        | 152        | 278            |
| 3        | P.Nagy Bálint (MAFC)                  | 117           | 122           | 125           | 142        | 146        | 151        | 268            |
| 4        | Dobi Levente (Nyíregyházi VSC)        | 110           | 117           | 121           | 145        | 145        | 152        | 262            |
| 5        | Szalai Róbert (Szegedi Lelkesedés SK) | 101           | 107           | 112           | 131        | 137        | 142        | 249            |
| 6        | Prohászka Kristóf (MAFC)              | 101           | 105           | 108           | 125        | 130        | 135        | 230            |
| —        | Zsolnai Máté Zoltán (Fehérvár RC)     | 93            | 98            | 101           | —          | —          | —          | —              |

### 102 kg
| Helyezés | Név                                    | Szakítás (kg) | Szakítás (kg) | Szakítás (kg) | Lökés (kg) | Lökés (kg) | Lökés (kg) | Összetett (kg) |
| Helyezés | Név                                    | 1             | 2             | 3             | 1          | 2          | 3          | Összetett (kg) |
| -------- | -------------------------------------- | ------------- | ------------- | ------------- | ---------- | ---------- | ---------- | -------------- |
| 1        | Lucz Levente (Oroszlány VSEE)          | 120           | 126           | 134           | 155        | 165        | 176        | 299            |
| 2        | Beleznai Gábor (MAFC)                  | 117           | 117           | 124           | 145        | 150        | 153        | 277            |
| 3        | Czeglédi Balázs (Kazincbarcikai VSE)   | 115           | 120           | 125           | 140        | 145        | 150        | 270            |
| 4        | Papp Géza (Haladás VSE)                | 110           | 115           | 119           | 140        | 146        | 152        | 261            |
| 5        | Pálinkás Gergely (BKV Előre SC)        | 100           | 105           | 105           | 129        | 134        | 139        | 239            |
| 6        | Horváth Viktor (Szegedi Lelkesedés SK) | 100           | 107           | 107           | 121        | 126        | 126        | 221            |

### 109 kg
| Helyezés | Név                                         | Szakítás (kg) | Szakítás (kg) | Szakítás (kg) | Lökés (kg) | Lökés (kg) | Lökés (kg) | Összetett (kg) |
| Helyezés | Név                                         | 1             | 2             | 3             | 1          | 2          | 3          | Összetett (kg) |
| -------- | ------------------------------------------- | ------------- | ------------- | ------------- | ---------- | ---------- | ---------- | -------------- |
| 1        | Gyurkovics Ferenc (Pécsi SE)                | 145           | 151           | 155           | 170        | 180        | 187        | 342            |
| 2        | Tyukodi András ifj. (Kisújszállási SSZSE)   | 100           | 105           | 108           | 124        | 127        | 130        | 235            |
| 3        | Magát János Csaba (Testvériség-Újpalota SE) | 102           | 105           | 108           | 122        | 126        | 126        | 231            |
| 4        | Trényi Imre (BKV Előre SC)                  | 93            | 97            | 101           | 123        | 126        | 128        | 227            |

### 109+ kg
| Helyezés | Név                                      | Szakítás (kg) | Szakítás (kg) | Szakítás (kg) | Lökés (kg) | Lökés (kg) | Lökés (kg) | Összetett (kg) |
| Helyezés | Név                                      | 1             | 2             | 3             | 1          | 2          | 3          | Összetett (kg) |
| -------- | ---------------------------------------- | ------------- | ------------- | ------------- | ---------- | ---------- | ---------- | -------------- |
| 1        | Nagy Péter (Szegedi Lelkesedés SK)       | 155           | 162           | 167           | 192        | 205        | —          | 372            |
| 2        | Holló Szilárd Dávid (Kazincbarcikai VSE) | 145           | 150           | 155           | 180        | 190        | 200        | 355            |
| 3        | Ruzsányi Dávid (BKV Előre SC)            | 100           | 105           | 107           | 134        | 137        | 137        | 239            |

## Női versenyek

### 49 kg
| Helyezés | Név                            | Szakítás (kg) | Szakítás (kg) | Szakítás (kg) | Lökés (kg) | Lökés (kg) | Lökés (kg) | Összetett (kg) |
| Helyezés | Név                            | 1             | 2             | 3             | 1          | 2          | 3          | Összetett (kg) |
| -------- | ------------------------------ | ------------- | ------------- | ------------- | ---------- | ---------- | ---------- | -------------- |
| 1        | Bódis Lili (Tatabányai SC)     | 48            | 51            | 53            | 65         | 70         | 73         | 123            |
| 2        | Aranyász Zita (Kecskeméti TE)  | 50            | 53            | 55            | 58         | 58         | 62         | 115            |
| 3        | Fehér Tímea (MAFC)             | 40            | 43            | 46            | 56         | 60         | 63         | 109            |
| —        | Eszenyi Fanni (Oroszlány VSEE) | 47            | 47            | 47            | —          | —          | —          | —              |

### 55 kg
| Helyezés | Név                             | Szakítás (kg) | Szakítás (kg) | Szakítás (kg) | Lökés (kg) | Lökés (kg) | Lökés (kg) | Összetett (kg) |
| Helyezés | Név                             | 1             | 2             | 3             | 1          | 2          | 3          | Összetett (kg) |
| -------- | ------------------------------- | ------------- | ------------- | ------------- | ---------- | ---------- | ---------- | -------------- |
| 1        | Kollár Edit (BKV Előre SC)      | 58            | 61            | 61            | 73         | 74         | 76         | 140            |
| 2        | Kecskés Karina (FISZEJ SE)      | 60            | 62            | 62            | 70         | 75         | 81         | 135            |
| 3        | Csipkés Erika (Soroksári SSZSE) | 47            | 50            | 53            | 57         | 60         | 63         | 113            |

### 59 kg
| Helyezés | Név                                  | Szakítás (kg) | Szakítás (kg) | Szakítás (kg) | Lökés (kg) | Lökés (kg) | Lökés (kg) | Összetett (kg) |
| Helyezés | Név                                  | 1             | 2             | 3             | 1          | 2          | 3          | Összetett (kg) |
| -------- | ------------------------------------ | ------------- | ------------- | ------------- | ---------- | ---------- | ---------- | -------------- |
| 1        | Árva Cintia Andrea (Kecskeméti TE)   | 72            | 76            | 76            | 94         | 98         | 98         | 166            |
| 2        | Illés Dóra Lilla (BKV Előre SC)      | 56            | 60            | 60            | 72         | 78         | —          | 138            |
| 3        | Darabos Sára (Haladás VSE)           | 57            | 60            | 60            | 72         | 76         | 76         | 137            |
| 4        | Mészáros Zsófia (Tatabányai SC)      | 48            | 51            | 55            | 61         | 65         | 66         | 120            |
| 5        | Mosonyi Marietta (Baranyai SE Tata)  | 50            | 53            | 54            | 60         | 63         | 65         | 118            |
| 6        | Kozma Boglárka (Körmend Impulzus SE) | 50            | 50            | 50            | 59         | 60         | 62         | 110            |

### 64 kg
| Helyezés | Név                                    | Szakítás (kg) | Szakítás (kg) | Szakítás (kg) | Lökés (kg) | Lökés (kg) | Lökés (kg) | Összetett (kg) |
| Helyezés | Név                                    | 1             | 2             | 3             | 1          | 2          | 3          | Összetett (kg) |
| -------- | -------------------------------------- | ------------- | ------------- | ------------- | ---------- | ---------- | ---------- | -------------- |
| 1        | Breitner Vivien (BKV Előre SC)         | 68            | 71            | 73            | 85         | 89         | 89         | 160            |
| 2        | Kasza Katalin (Firmitas SC)            | 70            | 74            | 76            | 80         | 83         | 85         | 159            |
| 3        | Tóth Adrienn (Kecskeméti TE)           | 69            | 72            | 72            | 82         | 85         | 88         | 157            |
| 4        | Nagy Annamária (Baranyai SE Tata)      | 62            | 66            | 70            | 80         | 80         | 85         | 155            |
| 5        | Füzesi Anna (FISZEJ SE)                | 65            | 65            | 68            | 78         | 82         | 85         | 150            |
| 6        | Rádi Mariann (Tatabányai SC)           | 63            | 66            | 69            | 76         | 80         | 80         | 146            |
| 7        | Fehér Barbara Mónika (MAFC)            | 55            | 60            | 62            | 68         | 73         | 78         | 140            |
| —        | Perjési Eszter Noémi (Soroksári SSZSE) | 52            | 52            | 52            | —          | —          | —          | —              |

### 71 kg
| Helyezés | Név                                  | Szakítás (kg) | Szakítás (kg) | Szakítás (kg) | Lökés (kg) | Lökés (kg) | Lökés (kg) | Összetett (kg) |
| Helyezés | Név                                  | 1             | 2             | 3             | 1          | 2          | 3          | Összetett (kg) |
| -------- | ------------------------------------ | ------------- | ------------- | ------------- | ---------- | ---------- | ---------- | -------------- |
| 1        | Jung Beáta (Kecskeméti TE)           | 89            | 92            | 95            | 103        | 106        | 107        | 198            |
| 2        | Mitykó Veronika (Békéscsabai SSZSE)  | 90            | 93            | 94            | 102        | 102        | 105        | 196            |
| 3        | Szalai Lili (Oroszlányiak VSK)       | 81            | 85            | 86            | 100        | 104        | 106        | 189            |
| 4        | Venczel Andrea (Körmend Impulzus SE) | 57            | 60            | 60            | 71         | 74         | 78         | 134            |
| 5        | Molnár Kinga (Haladás VSE)           | 48            | 48            | 50            | 72         | 74         | 75         | 123            |
| 6        | Gurszki Fruzsina (Békéscsabai SSZSE) | 52            | 54            | 54            | 68         | 70         | 70         | 122            |

### 76 kg
| Helyezés | Név                               | Szakítás (kg) | Szakítás (kg) | Szakítás (kg) | Lökés (kg) | Lökés (kg) | Lökés (kg) | Összetett (kg) |
| Helyezés | Név                               | 1             | 2             | 3             | 1          | 2          | 3          | Összetett (kg) |
| -------- | --------------------------------- | ------------- | ------------- | ------------- | ---------- | ---------- | ---------- | -------------- |
| 1        | Nagy Dina Eliza (Firmitas SC)     | 60            | 62            | 64            | 72         | 76         | 80         | 142            |
| 2        | Simon Cintia Mónika (Haladás VSE) | 56            | 59            | 62            | 72         | 76         | 81         | 138            |

### 81 kg
| Helyezés | Név                               | Szakítás (kg) | Szakítás (kg) | Szakítás (kg) | Lökés (kg) | Lökés (kg) | Lökés (kg) | Összetett (kg) |
| Helyezés | Név                               | 1             | 2             | 3             | 1          | 2          | 3          | Összetett (kg) |
| -------- | --------------------------------- | ------------- | ------------- | ------------- | ---------- | ---------- | ---------- | -------------- |
| 1        | Szuromi Tímea (BKV Előre SC)      | 90            | 94            | 98            | 110        | 112        | 117        | 206            |
| 2        | Juhász Anna Csilla (MAFC)         | 70            | 75            | 80            | 80         | 85         | 90         | 170            |
| 3        | Székely Alexandra (Kecskeméti TE) | 62            | 65            | 65            | 74         | 77         | 79         | 139            |

### 87 kg
| Helyezés | Név                          | Szakítás (kg) | Szakítás (kg) | Szakítás (kg) | Lökés (kg) | Lökés (kg) | Lökés (kg) | Összetett (kg) |
| Helyezés | Név                          | 1             | 2             | 3             | 1          | 2          | 3          | Összetett (kg) |
| -------- | ---------------------------- | ------------- | ------------- | ------------- | ---------- | ---------- | ---------- | -------------- |
| 1        | Boros Viktória (Haladás VSE) | 83            | 88            | 93            | 100        | 105        | 105        | 198            |

### 87+ kg
| Helyezés | Név                              | Szakítás (kg) | Szakítás (kg) | Szakítás (kg) | Lökés (kg) | Lökés (kg) | Lökés (kg) | Összetett (kg) |
| Helyezés | Név                              | 1             | 2             | 3             | 1          | 2          | 3          | Összetett (kg) |
| -------- | -------------------------------- | ------------- | ------------- | ------------- | ---------- | ---------- | ---------- | -------------- |
| 1        | Gyürüs Barbara (Haladás VSE)     | 80            | 84            | 84            | 100        | 105        | 110        | 190            |
| 2        | Bazsó Bianka (Baranyai SE Tata)  | 66            | 71            | 73            | 90         | 96         | 98         | 171            |
| 3        | Mikhel Eszter (Oroszlányiak VSK) | 70            | 73            | 76            | 85         | 91         | 97         | 170            |

## Abszolút eredmények
Az abszolút eredmények a Nemzetközi Súlyemelő Szövetség (IWF) által használt ROBI pont alapján lettek kiszámítva.

### Férfiak
| Helyezés | Név                                | Súlycsoport | Összetett | ROBI pont |
| -------- | ---------------------------------- | ----------- | --------- | --------- |
| 1        | Nagy Péter (Szegedi Lelkesedés SK) | 109+ kg     | 372       | 519.75    |
| 2        | Kmegy Máté (Kecskeméti TE)         | 89 kg       | 316       | 510.02    |
| 3        | Gyurkovics Ferenc (Pécsi SE)       | 109 kg      | 342       | 489.70    |

### Nők
| Helyezés | Név                                 | Súlycsoport | Összetett | ROBI pont |
| -------- | ----------------------------------- | ----------- | --------- | --------- |
| 1        | Jung Beáta (Kecskeméti TE)          | 71 kg       | 198       | 399.44    |
| 2        | Mitykó Veronika (Békéscsabai SSZSE) | 71 kg       | 196       | 386.19    |
| 3        | Szuromi Tímea (BKV Előre SC)        | 81 kg       | 206       | 348.21    |